# Специјално васпитање
Специјално васпитање је југословенски драмски филм из 1977. године. Режирао га је Горан Марковић, коме је ово био први играни филм, а он је и написао сценарио заједно са Мирославом Симићем.
Филм је снимљен крајем 1976. године, а премијерно је приказан 1977. на Фестивалу југословенског филма у Пули, где је добио низ незваничних награда, док је Љубиша Самарџић, за улогу милиционера Цанета, добио Златну арену за мушку споредну улогу. Исте године је добио Златни дукат Манхајмског фестивала, смотре која је у то време сматрана најбољим међународним фестивалом дебитантског филма.
Специјално васпитање је једно време био најпопуларнији и најпродаванији Марковићев филм и приказан је у преко 50 земаља. Сматра се да му је ово дебитантско дело отворило могућност за касније веома успешно бављење играним филмом. У овом филму дебитовало је и неколико касније веома значајних глумаца, као што су Бранислав Лечић и Оливера Јежина. Бранислав Лечић је улогом Фикрета Хаџиабдића, себи одредио пут глумца који ће се најбоље сналазити приликом тумачења ликова који се налазе са друге стране закона.
Филм је дигитализован под покровитељством компаније Вип мобиле и први пут приказан у дигиталном издању 21. марта 2018.

## Радња
Пера „Трта” (Славко Штимац), малолетни делинквент из провинције, долази у Београд, на преваспитавање. Истовремено у поправни дом за малолетнике долази и нови васпитач Жарко (Беким Фехмију), који покушава да уведе нове методе у раду са штићеницима. Њихове судбине се спајају око Љупчета (Александар Берчек), штићеника Дома, који од свог доласка ћути и одбија контакт с околином.

## Улоге
| Глумац                   | Улога                   |
| ------------------------ | ----------------------- |
| Славко Штимац            | Пера Антић „Трта”       |
| Беким Фехмију            | Жарко Мунижаба          |
| Александар Берчек        | Љупче Миловановић       |
| Љубиша Самарџић          | Милиционер Цане         |
| Миливоје Мића Томић      | Управник поправног дома |
| Цвијета Месић            | Психолог Косара         |
| Бранислав Лечић          | Фикрет Хаџиабдић        |
| Ратко Танкосић           | „Сарма”                 |
| Хасим Угљанин            | „Сирће”                 |
| Оливера Јежина           | Мира                    |
| Раде Марковић            | Судија                  |
| Јован Јанићијевић Бурдуш | Мајстор Хранислав       |
| Слободан Алигрудић       | Командир милиције       |
| Радмила Савићевић        | Комшиница               |
| Милка Лукић              | Роса, Цанетова жена     |
| Јосиф Татић              | Васпитач Стојановић     |
| Радмила Гутеша           | Социјални радник        |
| Владан Живковић          | Возач хладњаче          |
| Мирјана Блашковић        | Перина мајка            |
| Љубомир Ћипранић         | Пијанац Илија           |
| Предраг Милинковић       | Други пијанац           |
| Петар Лупа               | Трећи пијанац           |
| Бранко Стефановић        | Четврти пијанац         |
| Воја Брајовић            | Гост                    |
| Весна Крајина            | Мирина мајка            |
| Жарко Бајић              | Страхиња инспектор      |

## Културно добро
Југословенска кинотека је, у складу са својим овлашћењима на основу Закона о културним добрима, 28. децембра 2016. године прогласила сто српских играних филмова (1911−1999) за културно добро од великог значаја. На тој листи се налази и филм Специјално васпитање.